# Estación de Kajigaya
Kajigaya (梶が谷駅  
Kajigaya-eki''?) es una estación de ferrocarriles que forma parte de la línea Tokyu Den-en-toshi. Se localiza en Kawasaki, Kanagawa. Su código alfanumérico es DT11. 

## Historia
La estación de Kajigaya se inauguró el 1 de abril de 1966. Tras una serie de obras de reacondicionamiento de las instalaciones, se habilita la parada para los trenes provenientes de la línea Oimachi y, en 2008, se inauguran las cocheras de trenes en las cercanías de la estación.

## La estación
La estación consta de dos andenes laterales que dan servicio a cuatro vías.

## Servicios ferrocarriles
| procedencia/destino              | < estación  | Línea                | estación >  | destino/procedencia                 |
| -------------------------------- | ----------- | -------------------- | ----------- | ----------------------------------- |
| Saginuma・Nagatsuta・Chuo-rinkan | Miyazakidai | Tokyu DT line symbol | Mizonokuchi | Shibuya・Oshiage(Skytree)・Kasukabe |